# ДОТ № 481 (КиУР)

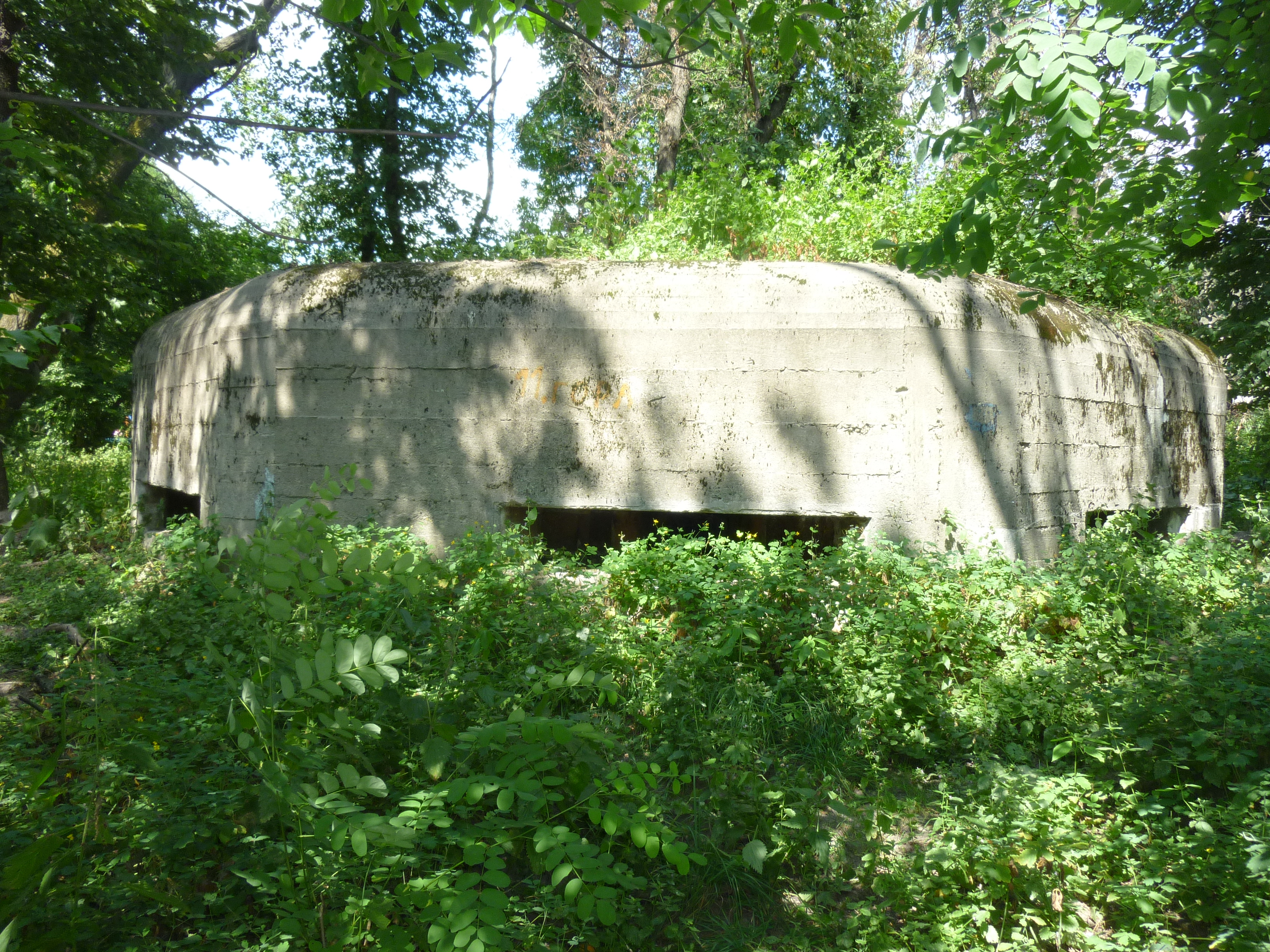
ДОТ № 481, вид з боку церкви

50°33′07.20″ пн. ш. 30°17′51.71″ сх. д. / 50.5520000° пн. ш. 30.2976972° сх. д.
ДОТ № 481 — довготривала оборонна точка (ДОТ) та артилерійський спостережний пункт (АСП), що входила до складу першої лінії оборони київського укріпленого району. Розташований у Мостищі (у 1930-40-х роках окремий населений пункт, а зараз — частина Гостомеля). Пам'ятка історії, науки і техніки місцевого значення.

## Світлини

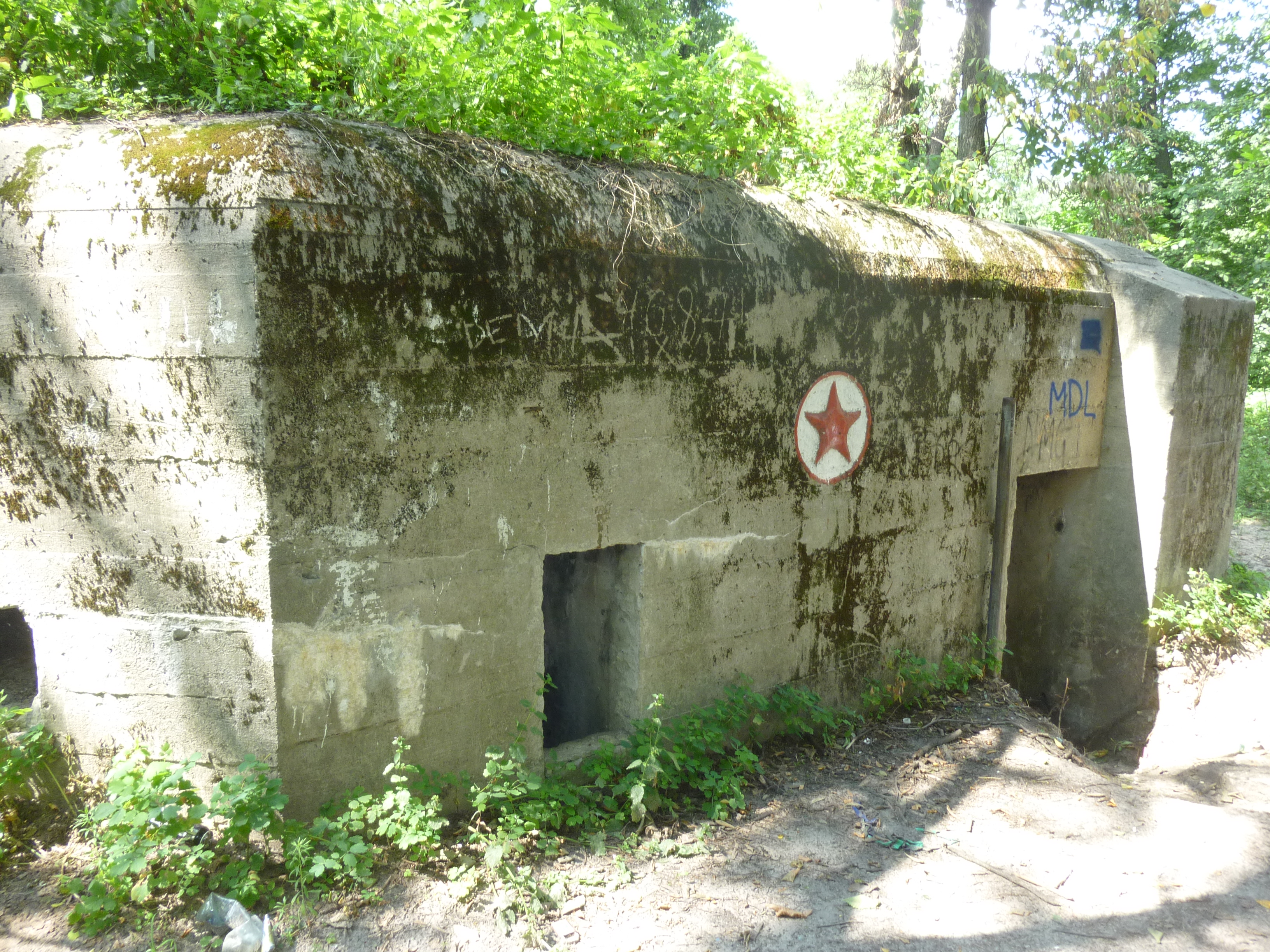
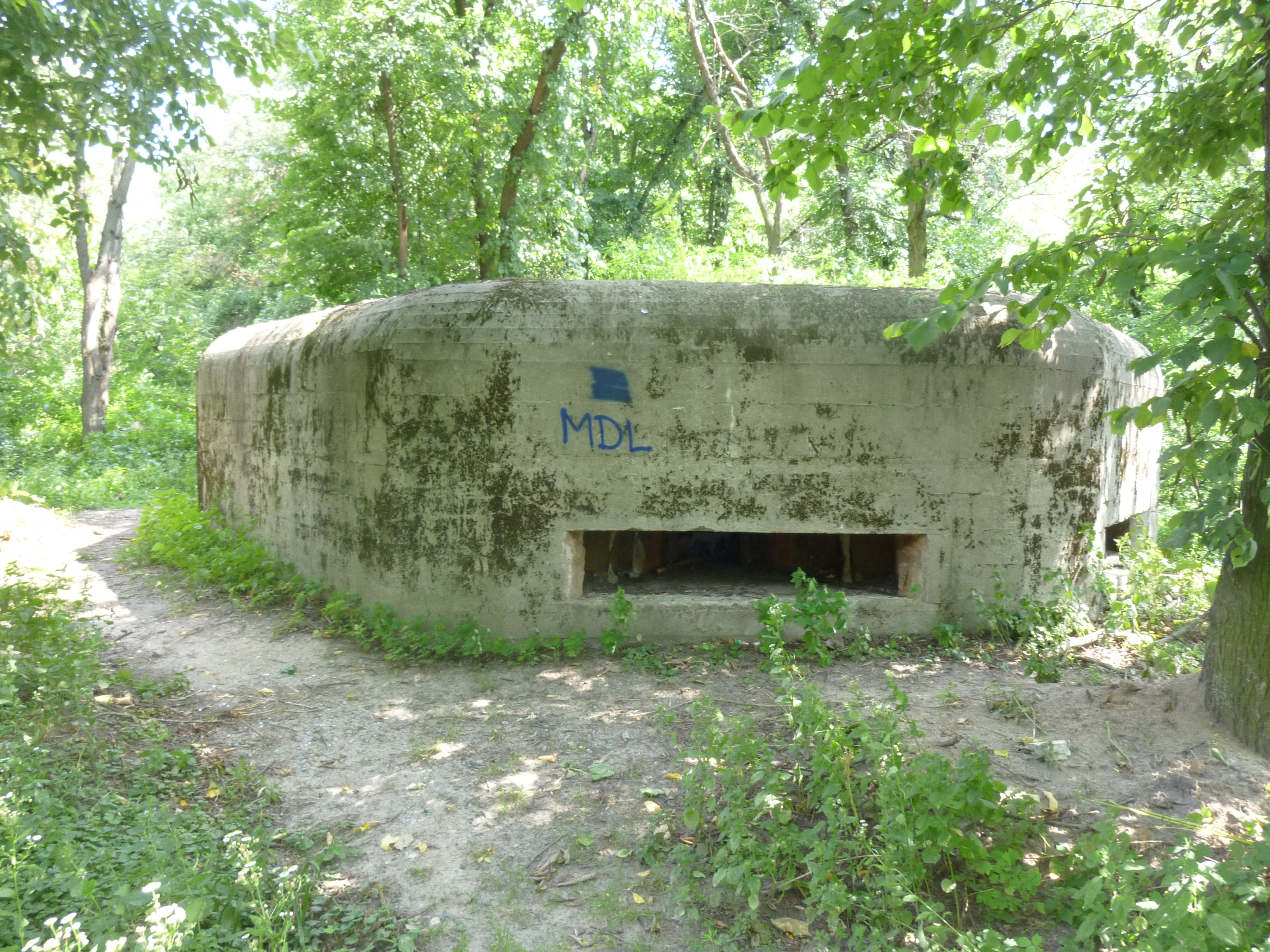
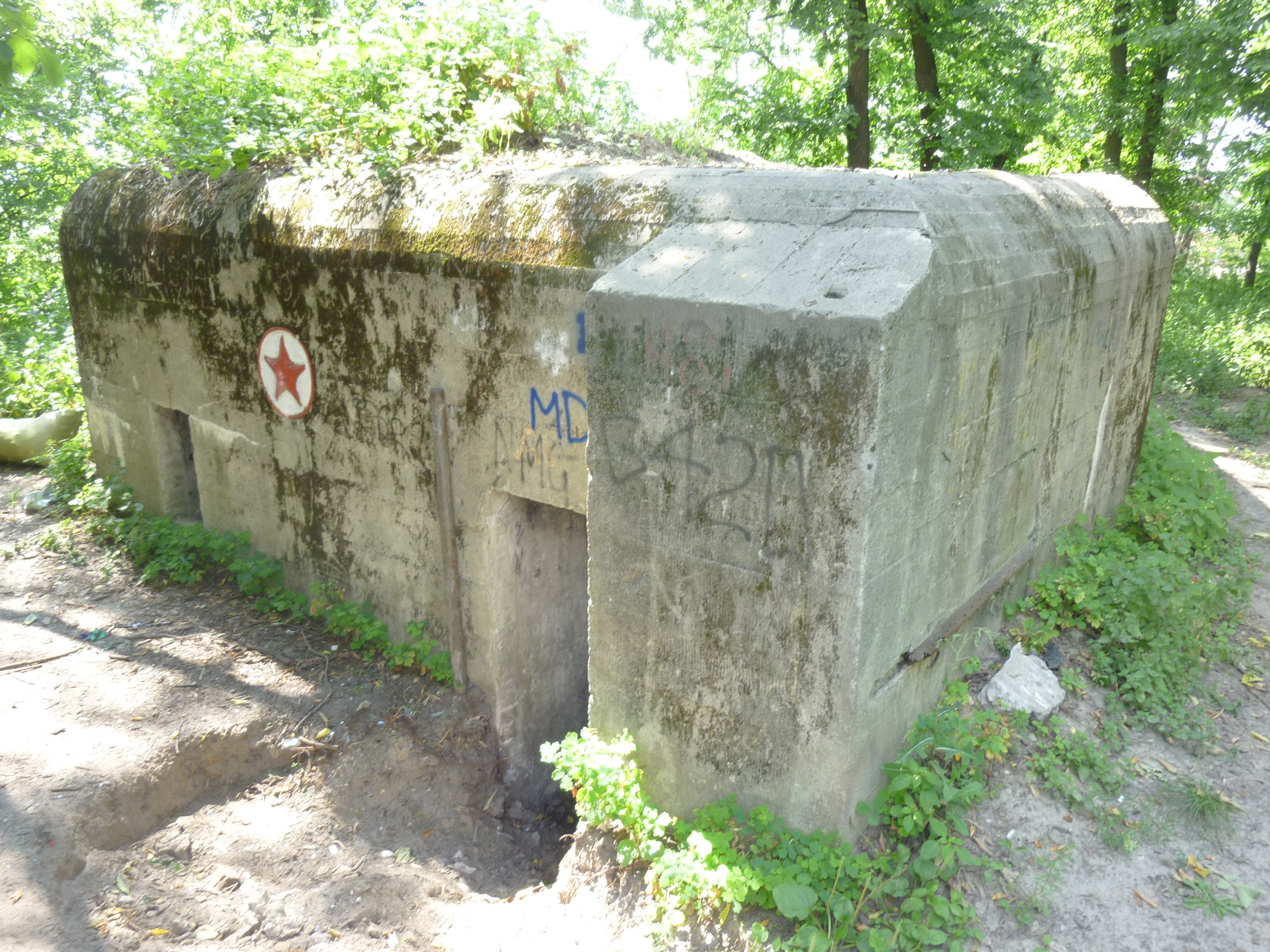
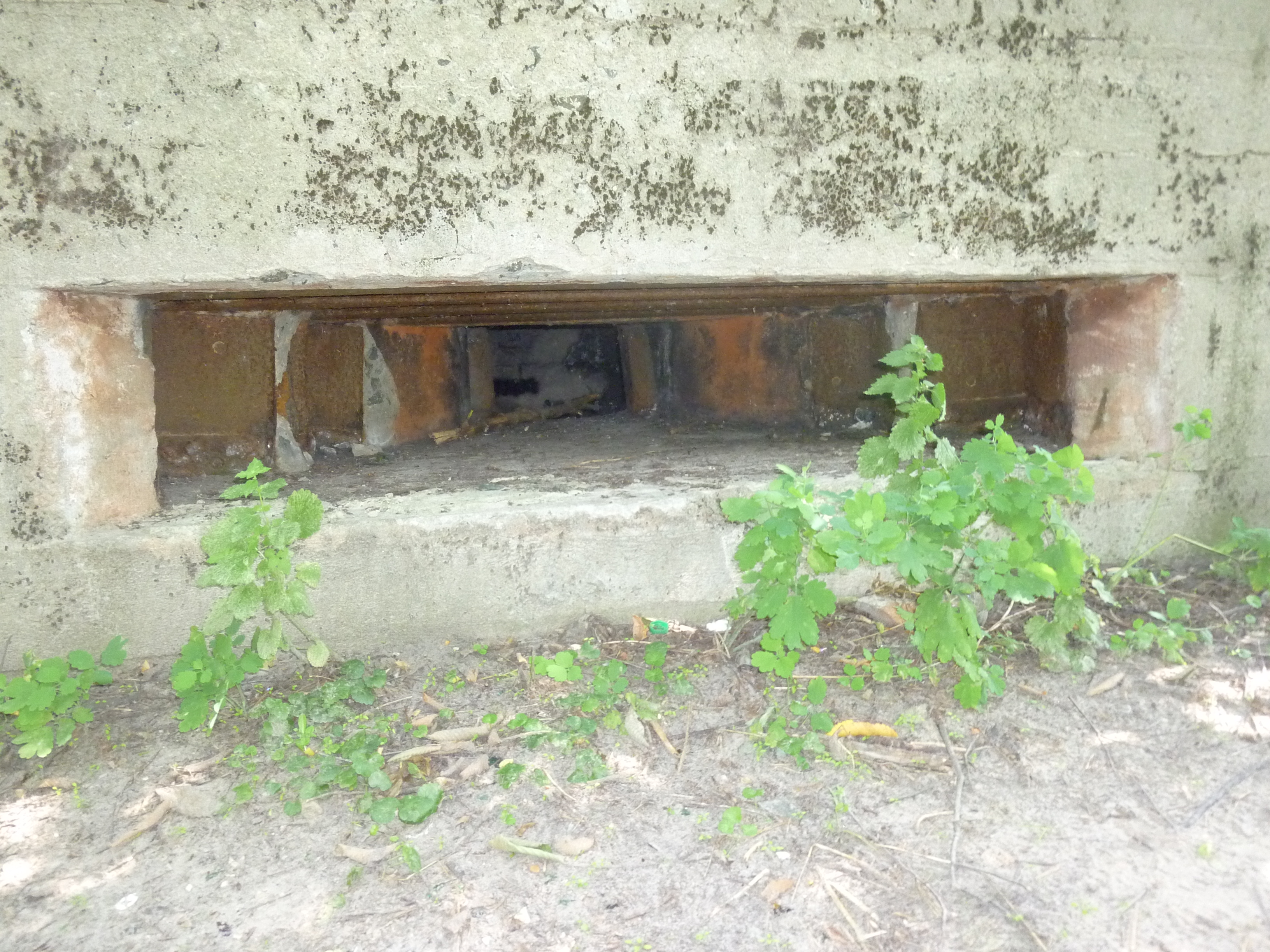
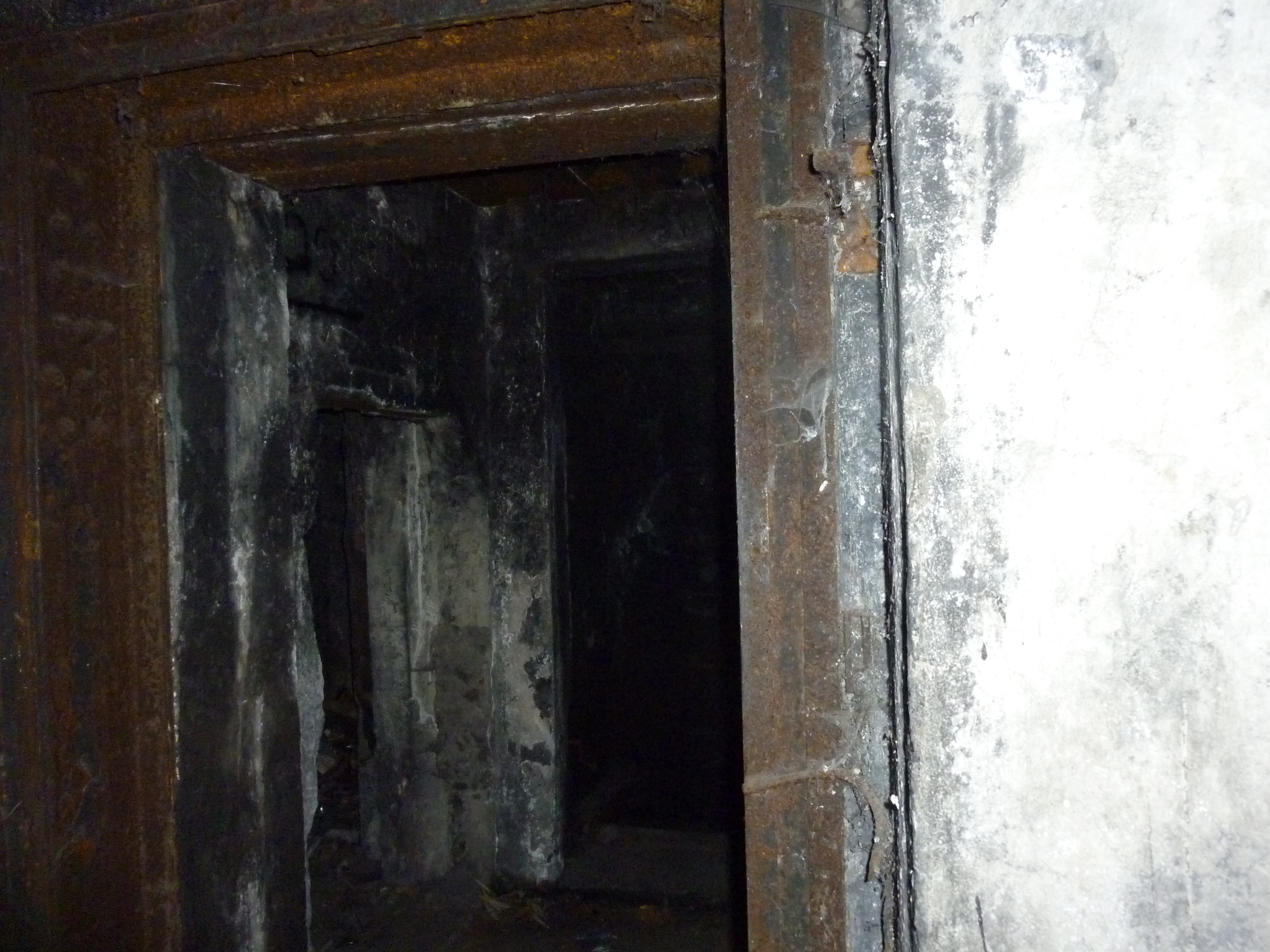
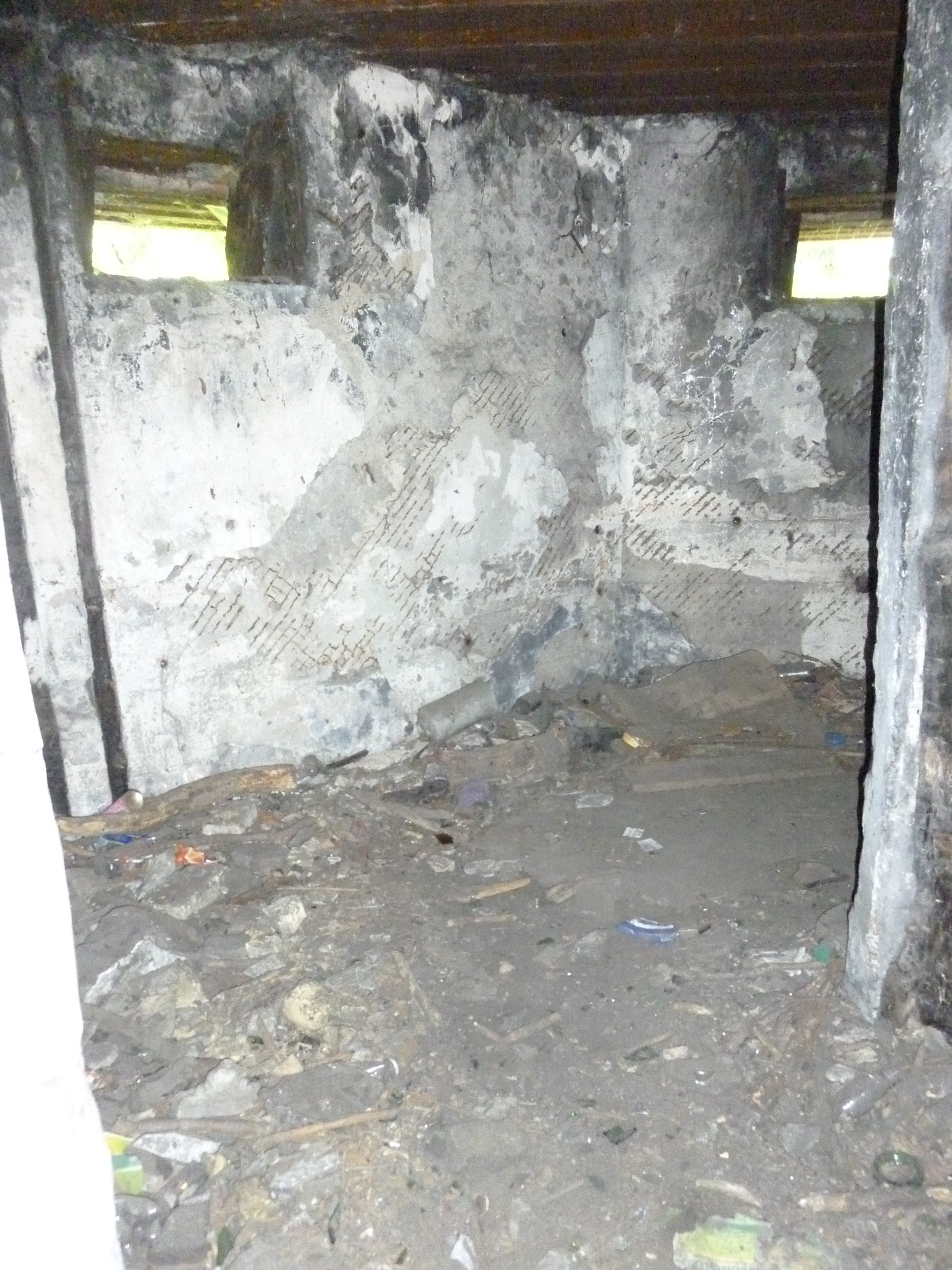
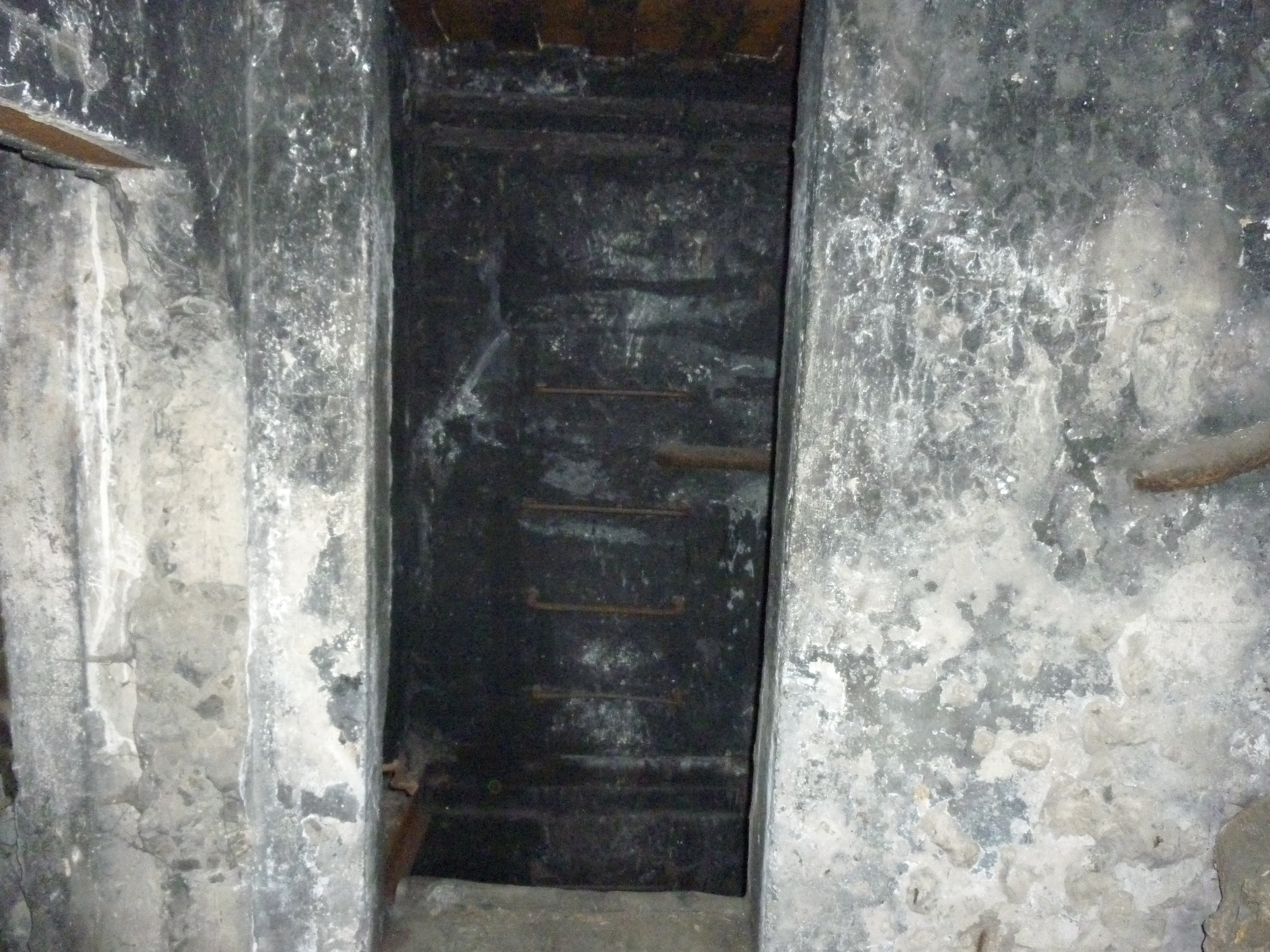
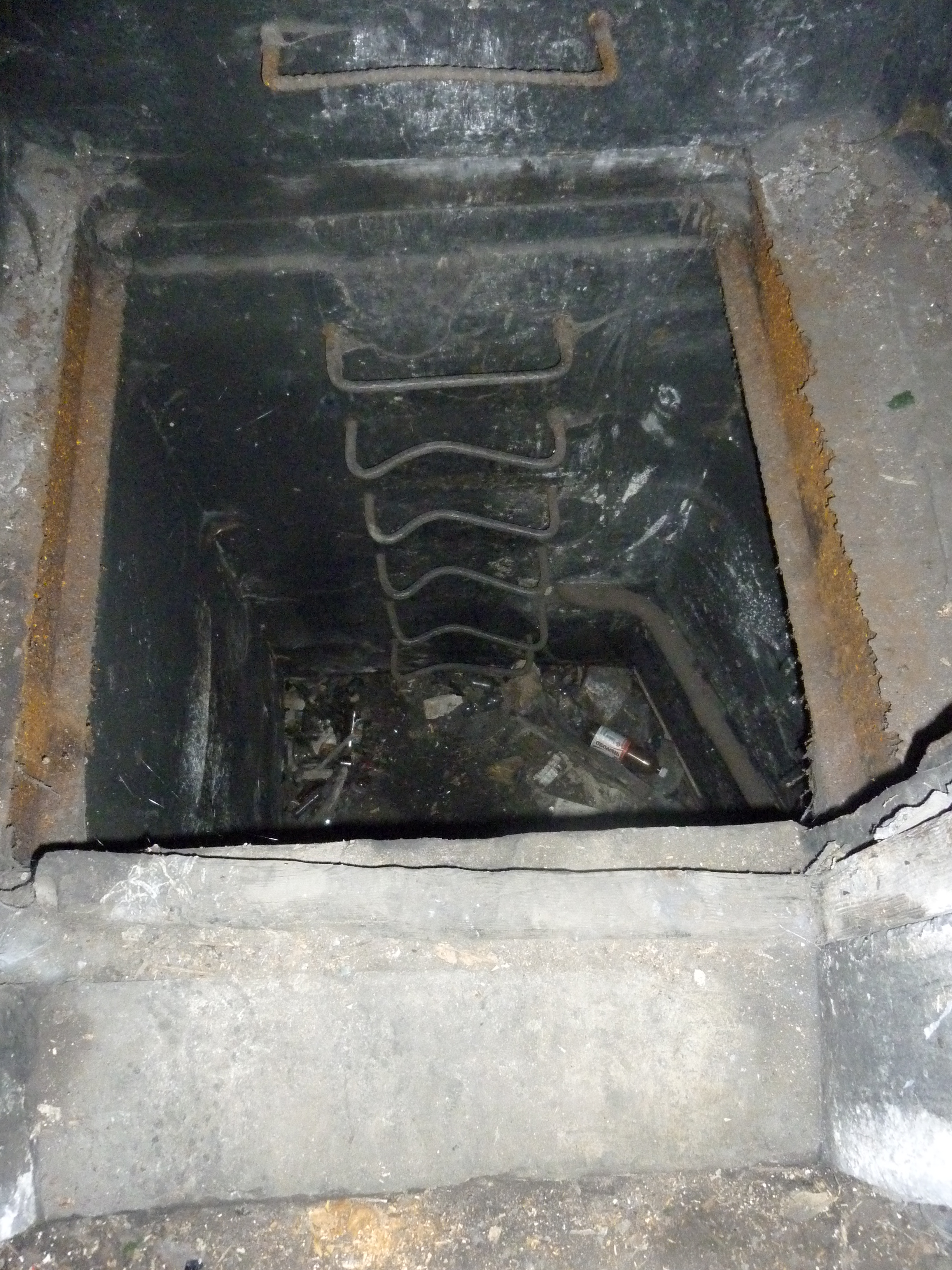

## Історія

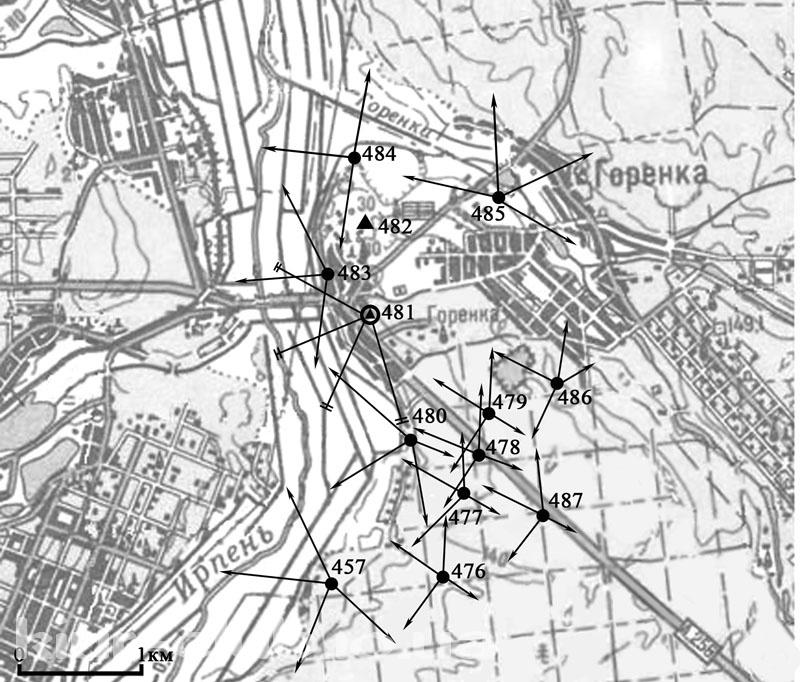
АСП № 481 у системі оборони 1-го БРО КиУР

АСП побудовано у 1930 році. Він має два рівні-поверхи, 4 амбразури для спостережень та запасний вихід за 20 метрів від споруди. ДОТ № 481 мав спеціальне протихімічне приміщення і тому належить до фортифікаційних споруд типу «Б». Його клас стійкості «М1». Тобто споруда могла витримати 1 влучення 203-мм гаубиці. На відміну від інших спостережних пунктів КиУР (див. наприклад ДОТ № 204 або ДОТ № 504) даний ДОТ бронековпака не мав.
Організаційно він входив до складу 1-го батальйонного району оборони (БРО) КиУРа, що прикривав район сіл Горенка — Мостище. З початком Німецько-радянської війни гарнізон самої оборонної точки складався з бійців 161-го окремого кулеметного батальйону КиУР. До 24 — 25 серпня 1941 року АСП знаходився у тилу радянських військ, бо фронт пролягав західніше. Під час другого штурму КиУР, що розпочався 16 вересня 1941 року, спостережний пункт не мав бойового контакту із супротивником. Вдень 18 вересня війська 37-ї армії Південно-Західного фронту розпочали за наказом відхід з КиУР та міста Київ. Гарнізони ДОТ КиУР належали до останніх, хто відходив на лівий берег Дніпра, серед них був і гарнізон ДОТ № 481. Удень 19 вересня передові загони 71-ї піхотної дивізії німців зайняли територію 1-го БРО без бою, затримуючи лише дезертирів-червоноармійців та перебіжчиків.

## Сьогодення
ДОТ збережений. Має статус пам'ятки історії, науки і техніки місцевого значення (наказ Міністерства культури України від 20.01.2012 № 45, охоронний номер 513/60-Ко).